# Miloš
Miloš (řidčeji také Milouš či Miloň) je mužské křestní jméno slovanského původu s významem „milovaný“. Podle českého občanského kalendáře slaví svátek 25. ledna.

## Statistické údaje

### Pro jméno Miloš
Následující tabulka uvádí četnost jména v ČR a pořadí mezi mužskými jmény ve srovnání dvou roků, pro které jsou dostupné údaje MV ČR – lze z ní tedy vysledovat trend v užívání tohoto jména:
| Rok       | Četnost    | Pořadí   |
| 1999      | 30 608     | 36.      |
| 2002      | 30 132     | 37.      |
| Porovnání | o 476 méně | o 1 hůře |
| 2006      | 28 998     | 39.      |

Změna procentního zastoupení tohoto jména mezi žijícími muži v ČR (tj. procentní změna se započítáním celkového úbytku mužů v ČR za sledované tři roky) je −0,8 %.

### Pro jméno Milouš
| Rok       | Četnost   | Pořadí   |
| 1999      | 573       | 202.     |
| 2002      | 533       | 207.     |
| Porovnání | o 40 méně | o 5 hůře |
| 2006      | 429       | 261.     |

Změna procentního zastoupení tohoto jména mezi žijícími muži v ČR (tj. procentní změna se započítáním celkového úbytku mužů v ČR za sledované tři roky 1999–2002) je −6,3 %.

## Zdrobněliny
Milda, Milošek

## Známí nositelé jména

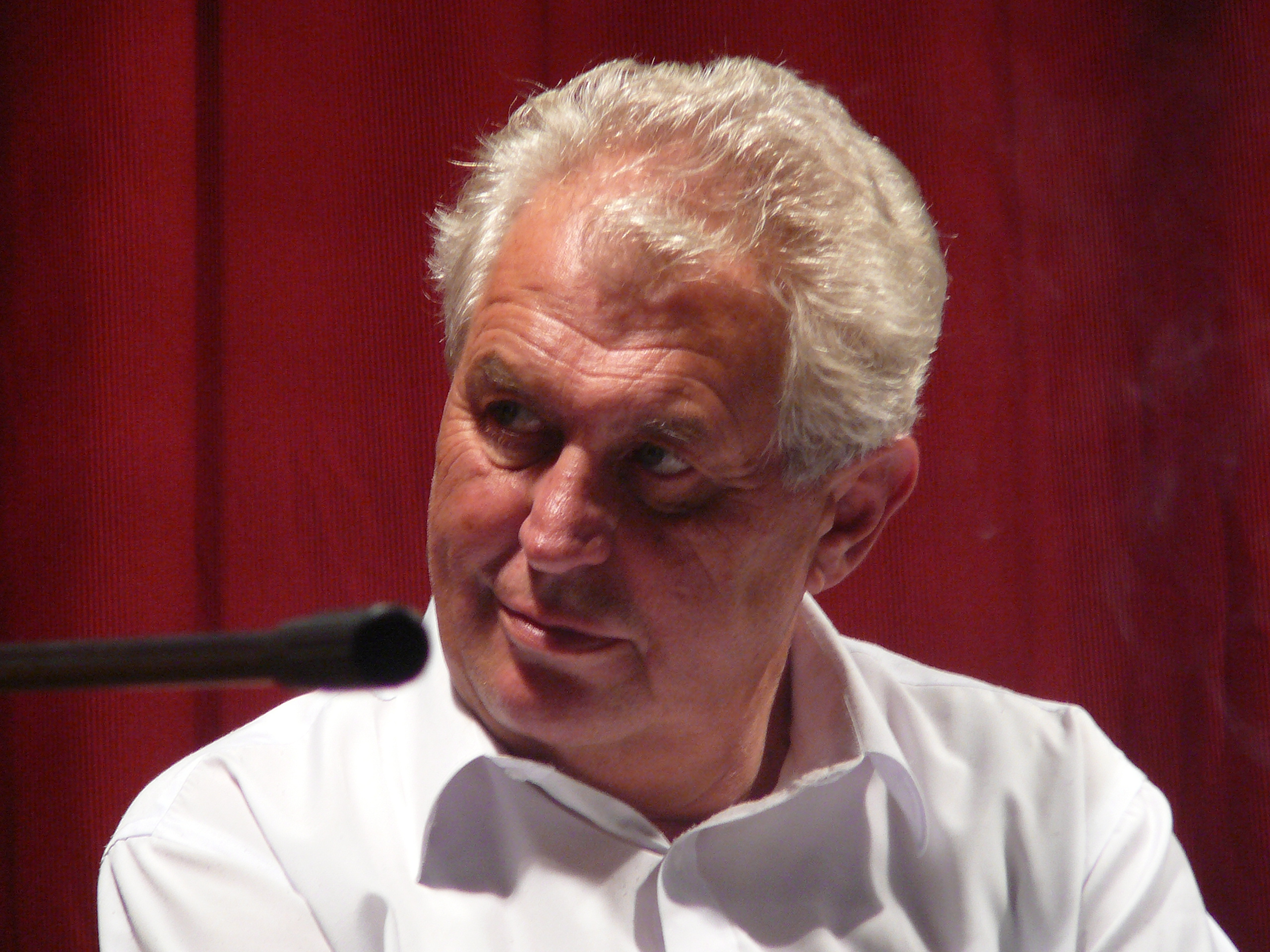
Miloš Zeman

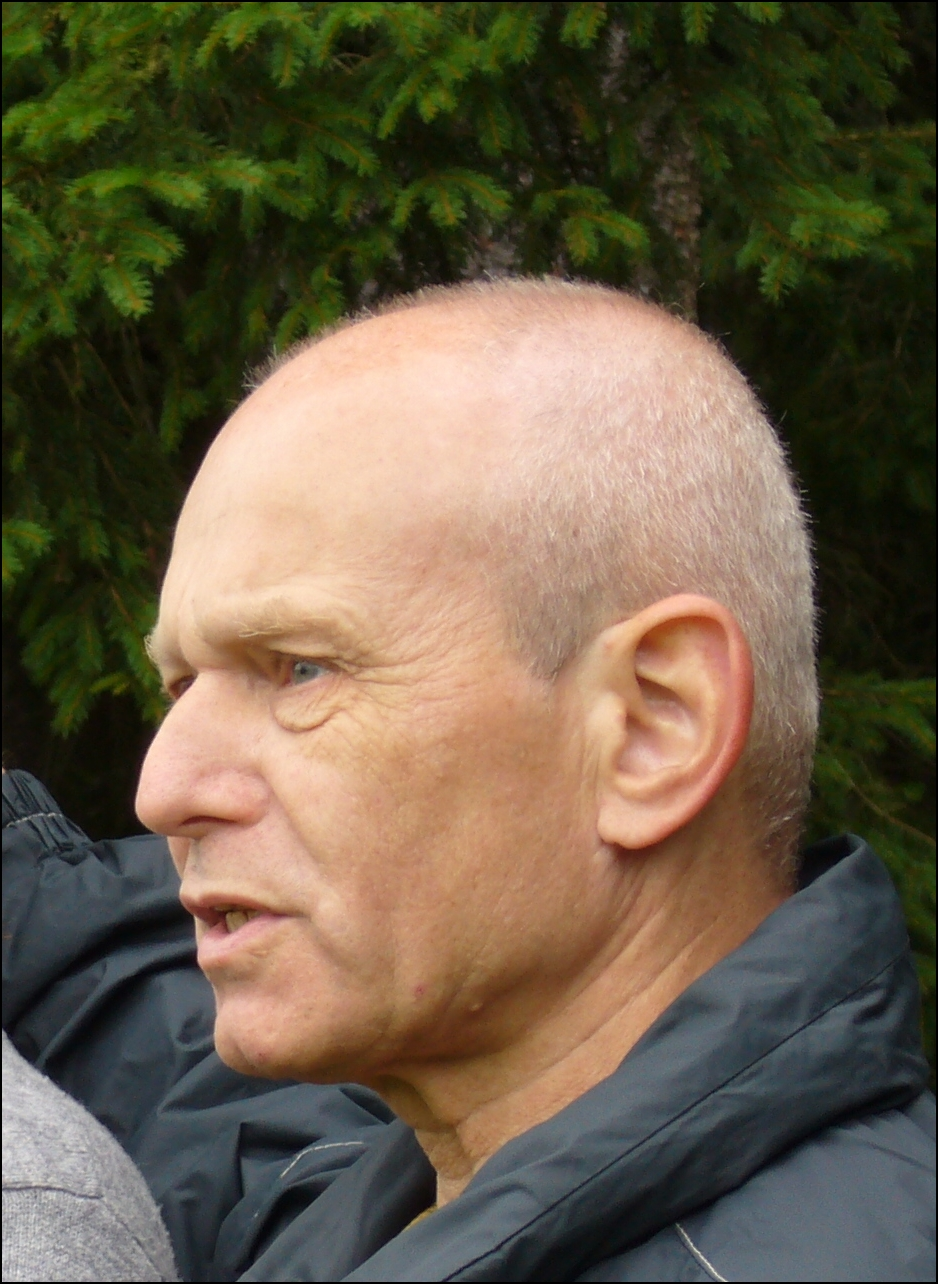
Miloš Šejn

- Miloš Alexander Bazovský – slovenský malíř
- Miloň Čepelka – český herec a žák Járy Cimrmana
- Miloš Čižmář – český archeolog
- Miloš Crnjanski – srbský básník
- Miloš Forman – český filmový režisér
- Miloš Glonek – slovenský fotbalista
- Miloš Hruška (1924–1997) – československý výtvarný pedagog a sochař
- Milouš Jakeš – generální tajemník KSČ z let 1987 – 1989
- Miloš Kirschner – český loutkař
- Miloš Karišik – srbský fotbalista
- Miloš Karadaglić – černohorský kytarista
- Miloš Kopecký – český herec
- Milouš Kvaček – český fotbalista a fotbalový trenér
- Miloš Lačný – slovenský fotbalista
- Miloš Macourek – český dramatik a filmový scenárista
- Miloš Nedbal – český herec a divadelní pedagog
- Miloň Novotný – český divadelní fotograf
- Miloš Nesvadba – český herec
- Miloš Obilić – srbský rytíř
- Miloš Pokorný – moderátor, polovina Těžkýho Pokondra
- Milos Raonic – kanadský tenista
- Miloš Říha – český hokejista
- Miloš Sádlo – český violoncellista
- Miloš Šejn – český výtvarný umělec, performer a autor
- Miloš Štědroň – český hudební skladatel a muzikolog
- Miloš Tichý – český astronom
- Miloš Urban – český spisovatel, překladatel a redaktor
- Miloš Vystrčil – český pedagog, politik, předseda Senátu
- Miloš Zeman – český politik a prezident

### Fiktivní osoby
- Milouš – fiktivní postava z románu Zdeňka Jirotky Saturnin